# ヤシュ・ジョーハル
ヤシュ・ジョーハル（Yash Johar、1929年9月6日 - 2004年6月26日）は、インドの映画プロデューサー。ダルマ・プロダクションの創設者であり、豪華絢爛な撮影セットや「エキゾチック」なロケーション現場の活用を得意とし、インドの伝統や家族観を取り入れた作品を数多く手掛けたことで知られている。また、息子カラン・ジョーハルも映画製作者として活動している。

## 人物
1929年9月6日、パンジャーブ州アムリトサルに暮らすパンジャーブ人家庭に生まれ、1971年にB・R・チョープラーとヤシュ・チョープラーの妹ヒールー・チョープラーと結婚した。2004年6月19日に胸部鬱血のためムンバイ市内の病院に搬送され治療を受けていたが、同月26日に死去した。

## キャリア
ヤシュ・ジョーハルは『Badal』の広報係・スチール写真撮影家として映画界でのキャリアを始め、その後はサシャダール・ムカルジーの下で『Love in Simla』の製作に携わった。1962年にはスニール・ダットの製作会社アジャンタ・アーツに参加し、『Mujhe Jeene Do 』『Yeh Rastey Hain Pyar Ke』の製作管理を担当した。1965年はナヴケータン・フィルムズに参加して『Guide』の製作に携わり、その後も『Jewel Thief』『Prem Pujari』『Haré Rama Haré Krishna』の製作に携わった。
1976年に映画製作会社ダルマ・プロダクションを設立し、ラージ・コースラーを監督に起用した『Dostana』は興行的な成功を収めた。ヤシュ・ジョーハルは1980年代から1990年代にかけて『Duniya』『火の道』『Gumrah』『Duplicate』などを製作し、1994年にはハリウッド映画『ジャングル・ブック』でアソシエイト・プロデューサーを務めた。
1998年には息子カラン・ジョーハルの監督デビュー作『何かが起きてる』の製作を手掛け、国内外で大きな成功を収めた。また、2001年に製作した『家族の四季 -愛すれど遠く離れて-』も興行的な成功を収めている。この間の1999年にはシャー・ルク・カーン、ジューヒー・チャーウラー、アズィーズ・ミルザのドリームズ・アンリミテッド（現レッド・チリーズ・エンターテインメント）設立を援助し、同社が手掛けた『それでも心はインド人』の製作にも携わった。2003年に手掛けた『たとえ明日が来なくても』は批評的・興行的な成功を収め、ヤシュ・ジョーハルにとって最後の製作作品となった。

## フィルモグラフィー
- Dostana（1980年）
- Duniya（1984年）
- Muqaddar Ka Faisla（1987年）
- 火の道（英語版）（1990年）
- Gumrah（1993年）
- Duplicate（1998年）
- 何かが起きてる（1998年）
- 家族の四季 -愛すれど遠く離れて-（2001年）
- たとえ明日が来なくても（英語版）（2003年）

## 受賞歴
| 年                         | 部門                           | 作品                                | 結果       | 出典       |
| 国家映画賞                 | 国家映画賞                     | 国家映画賞                          | 国家映画賞 | 国家映画賞 |
| -------------------------- | ------------------------------ | ----------------------------------- | ---------- | ---------- |
| 2000年                     | 健全な娯楽を提供する大衆映画賞 | 『何かが起きてる』                  | 受賞       | [ 11 ]     |
| フィルムフェア賞           |                                |                                     |            |            |
| 1999年                     | 作品賞                         | 『何かが起きてる』                  | 受賞       | [ 12 ]     |
| 2002年                     | 作品賞                         | 『家族の四季 -愛すれど遠く離れて-』 | ノミネート | [ 12 ]     |
| 国際インド映画アカデミー賞 |                                |                                     |            |            |
| 2002年                     | 作品賞                         | 『家族の四季 -愛すれど遠く離れて-』 | ノミネート | [ 13 ]     |
| 2004年                     | 作品賞                         | 『たとえ明日が来なくても』          | 受賞       | [ 14 ]     |
| 2004年                     | 生涯功労賞                     | N/A                                 | 受賞       | [ 14 ]     |
| ジー・シネ・アワード       |                                |                                     |            |            |
| 2004年                     | 生涯功労賞                     | N/A                                 | 受賞       | [ 15 ]     |